# Parcul Național Gorczański
 Parcul Național Gorczański (în poloneză: Gorczański Park Narodowy) este o arie protejată de interes național ce corespunde categoriei a II-a IUCN (parc național) situată în Polonia, pe teritoriul administrativ al voievodatului Polonia Mică.

## Localizare
Aria naturală cu o suprafață de 70,31 km2, se află în extremitatea sudică a țării, în sud-vestul voievodatului Polonia Mică și ocupă centrul și nord-estul munților Gorce (grupare muntoasă aflată la capătul vestic al Carpaților). 

## Descriere
Parcul Național Gorczański a fost înființat în anul 1981 și reprezintă o zonă montană cu vârfuri (Vârful Turbacz, Gorc), doline, văii, păduri, pajiști, pășuni; cu o mare varietate de specii floristice și faunistice specifice lanțului Carpatic.

## Biodiversitate
Parcul natural dispune de mai multe tipuri de habitate (păduri de conifere, păduri de foioase, păduri în amestec, abrupturi calcaroase cu vegetație de stâncărie, pajiști și pășuni montane, lunci de văi cu vegetație higrofilă) cu floră și faună specifică lanțului montan al Carpaților de Vest.

### Floră
Flora parcului este constituită din arbori cu specii de  molid (Picea abies), brad (Abies), pin (Pinus L.), fag (Fagus sylvatica) sau  paltin de munte (Acer pseudoplatanus). 
La nivelul ierburilor sunt întâlnite peste 900 de specii de plante vasculare, dintre care unele foarte rare (Geum montanum - mărțișor, Veronica alpina - șopârliță), peste 450 de specii de licheni și peste 250 de specii de mușchi.

### Faună
Fauna este una variată și cuprinde mai multe specii de:
• mamifere cu exemplare de cerb (Cervus elaphus), căprioară (Capreolus capreolus), mistreț (Sus scofa), urs brun (Ursus arctos), râs eurasiatic (Lynx lynx), pisică sălbatică (Felis silvestris), viezure (Meles meles), vidră de râu (Lutra lutra);

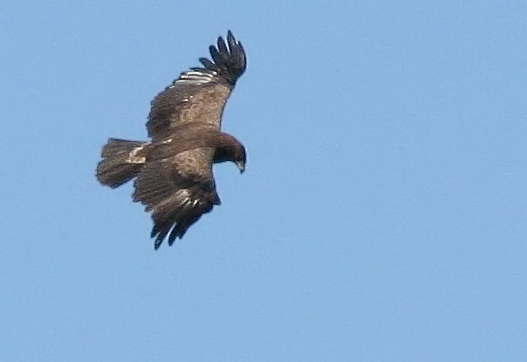
Acvilă țipătoare mică (Aquila pomarina)

• păsări cu specii de cocoș de munte (Tetrao urogallus), uliu (Accipiter), acvilă de munte (Aquila chrysaetos), acvilă țipătoare mică (Aquila pomarina), huhurezul mic (Strix uralensis), vultur, bufniță (Bubo bubo), cocoșul de mesteacăn (Tetrao tetrix) sau mierlă (Turdus merula);
• reptile și amfibieni.